# Emil Alexander Wilhelm Senff
Emil Alexander Wilhelm Senff (* 22. Oktober 1807 in Konitz; † 4. Mai 1879 in Dresden) war ein Justizkommissär in Inowraclaw in der Provinz Posen.
Emil Alexander Wilhelm Senff war einer der zwölf Posener Abgeordneten in der Frankfurter Nationalversammlung, der er bis zu seiner Austrittserklärung vom 2. September 1848 angehörte. Als sein Ersatzmann zog für den Wahlkreis Hohensalza der evangelische Pastor Ludwig Ehrlich in das Frankfurter Parlament ein. Senff war auch Mitglied der Preußischen Nationalversammlung. Senff war eher dem linken Spektrum zuzurechnen.
| Personendaten    | Personendaten                        |
| ---------------- | ------------------------------------ |
| NAME             | Senff, Emil Alexander Wilhelm        |
| KURZBESCHREIBUNG | Justizkommissär in der Provinz Posen |
| GEBURTSDATUM     | 22. Oktober 1807                     |
| GEBURTSORT       | Konitz                               |
| STERBEDATUM      | 4. Mai 1879                          |
| STERBEORT        | Dresden                              |